# Temple de Janus
L'edifici, conegut com el temple de Janus, a l'antiga Roma era un santuari dedicat a Ianus Geminus (Ianus) o Ianus Quirinus. La construcció del santuari era antigament el fabulós rei Numa Pompilius. L'edifici original va ser probablement una construcció de fusta, en el període augustí que va ser substituït per un santuari de bronze. La ubicació exacta no està clara, presumptament el santuari es trobava a Argiletum, la carretera entre la basílica Emènia i la Cúria Iulia.
A l'antiga Roma, el principal temple de Janus com se sol anomenar, tot i que no era un temple normal, es trobava al Fòrum romà a prop de l'Argiletum. Tenia portes a banda i banda i a dins hi havia una estàtua de Janus, el déu de dues cares dels límits. Les portes (les "portes de Janus") es van tancar en temps de pau i es van obrir en temps de guerra. Segons Livia 1.19, el segon rei de Roma, Numa Pompili, va decidir distreure els primers romans bèl·lics de les seves formes violentes inculcant-los estima i reverència. Els seus projectes incloïen la promoció de la religió, certs sacerdots i la construcció de temples com a distracció amb l'efecte beneficiós de la imbució de l'espiritualitat. El Janus va ser el projecte arquitectònic més famós de Numa.
A través de les monedes de Neró i August, així com mitjançant una descripció de Prokopios de Cesarea, es té una idea relativament precisa de l'estructura que ja no es conserva. En realitat no era un temple (aedes), sinó un edifici rectangular (ianus) amb dues portes. Arcs de pas similars, profans, també es van anomenar ianus. Al seu interior es trobava el culte arcaic, de grans dimensions, al déu de dues cares Janus. La imatge de culte, de la qual la gran època Plinius [3] ho testimonia, també estava feta de bronze i portava com a atributs clau i bastó. De les dues cares amb barba, amb les portes obertes perquè tothom es vegi, una a l'oest i una altra a l'est. [4]
Les portes d'Ianus van romandre obertes mentre Roma estava en guerra i es van tancar quan hi havia pau a totes les fronteres de l'imperi. [5] El requisit previ del tancament era que la guerra anterior havia acabat (almenys aparentment) amb una victòria romana, perquè els romans no podien acceptar una pau dictada segons la seva comprensió de la dominació. Una excepció notable és la pèrdua campanya armènia de l'emperador Neró: Tot i que l'exèrcit romà era inferior als Partis, al poble li va agradar una victòria gloriosa i el santuari es va tancar després. La construcció de la porta tancada va permetre a Neró també representar monedes.
En els temps de la República romana, el tancament era extremadament rar: una vegada sota el mític constructor rei Numa, un cop després del final de la Primera Guerra Púnica contra Cartago (264-241 aC) i de nou després de la Batalla d'Actium (31 aC) Sota el domini d'Octavian, més tard el primer emperador August. Això va presumir de la seva Res Gestae expressament que, sota el seu domini, es van tancar les portes tres vegades:
El Ianus Quirinus, que segons els desitjos dels nostres avantpassats, hauria de tancar-se quan hi hagués pau a tot el territori de l'Imperi Romà per victòries - es diu que ha passat dos cops abans del meu naixement des de la fundació de la ciutat - aquest va ser, mentre jo era el primer home de l'estat, tancat tres vegades per ordre del senat. [7]
Alguns historiadors sospiten que Augustus va introduir per primera vegada el costum, ja que les proves de les dues ocasions anteriors són tardanes i problemàtiques. Quirinus, el nom de l'antic déu romà de la guerra com a sobrenom de Ianus o com a denominació d'edifici de culte (Ianus Quirinus es podia traduir llavors com a "portes de Quirinus"), es va establir en tot cas només en relació amb la "renovació" d'aquest ritual, al qual remet als epítets Patulcius ("obridor") i Clusivius ("més a prop"). [8]
En general, pel que sabem, les portes es van trobar en el període posterior a August només per tres altres governants: Neró, Vespasià i Marc Aureli. Tot i això, la tradició en aquest punt és molt esbossada. El darrer emperador que va saber obrir les portes va ser Gordian III, que segons Eutrop (Breve 9: 2), Aurelius Victor (27,7) i Orosius (Hist. Adv. P. 19: 4) va iniciar aquesta cerimònia abans de traslladar-se a la guerra contra els sassànides perses el 243 dC, on va morir. Cal destacar que Orosius afirma expressament Gordian III. El primer emperador des de Vespasià havia estat el que havia obert les portes, mentre que Aureli Víctor afirma que només havien estat tancats des de Marc Aureli. És probable que el successor de Gordian, Filip Àrabs, que va mantenir la pau posterior amb els perses celebrés la propaganda, tanqués les portes de nou, però això no s'informa en les fonts que van sobreviure.
Davant de l'Ianus Quirinus hi havia un tros de terra que es podia declarar simbòlicament un "país enemic" per tal de declarar la guerra al poble de forma tradicional, tal com la tradició romana dictà la guerra per la javelina d'un fetus (un sacerdot especial) declarar territori enemic.

## Història i descripció
Estava situat a l'Argileto (la carretera que separa la Basílica Emília de la Cúria) allunyant-se de la plaça cap a la Subura i es componia essencialment d'un arc amb dues entrades.
Aquest arc era el santuari més antic i important de Giano, la divinitat romana del bíceps que protegia totes les entrades i cada començament. L'estàtua de la deïtat es va col·locar al centre del passatge, que potser era una antiga porta de la ciutat. De l'edifici només en queda una traça en una moneda de Neró.
Segons Servius, l'edifici va ser destruït sota Domicià i substituït per un arc de quatre cantonades, ja al centre del Fòrum de transició proper.
El temple es va tancar durant períodes de pau com va ser durant el regnat de Numa Pompilius (715 aC - 673 aC), al primer consolat de Titus Manlius Torquatus (235 aC) i durant els principats d'August (10 aC [2]) i de Neró, segons el testimoni de Svetonius.
"El temple de Janus Quirinus que, des de la fundació de Roma, no havia estat tancat dues vegades abans que ell, va ser tancat tres vegades sota el seu principat, en un espai de temps molt més curt, des que es va establir la pau a la terra. i al mar »
(Suetonius, Vides del Cèsars, Divus August 22)
El temple es va obrir per última vegada sota el regnat del jove emperador Gordian III, abans de la seva partida per a una campanya militar contra els sassànides el 242.

## Descripcions antigues
Janus també té un temple a Roma amb portes dobles, que anomenen les portes de la guerra; perquè el temple sempre està en temps de guerra, però es tanca quan ha arribat la pau. L'últim era una qüestió difícil i poques vegades succeïa, ja que el món real estava implicat en la guerra. Però en temps d'August es va tancar, després d'haver enderrocat Marc Antonyi; i abans d'això, quan Marcus Atilius i Tit Manli Torquat van ser cònsols, es va tancar poc temps; després va esclatar la guerra de nou i es va obrir.

## Les portes de Janus
Durant el regnat de Numa, les portes del Janus es van tancar i Roma es va mantenir en pau. El següent rei, Tul·li Hostili, va obrir les portes del Janus quan va anar a la guerra amb Alba Longa. Les portes de Janus van romandre obertes durant els propers 400 anys fins després de la primera guerra púnica, quan Tit Manli Torquat va tancar les portes de Janus el 235 aC. Aquest tancament va durar uns vuit anys. La guerra amb els gals al nord d'Itàlia va obligar a reobrir les portes de Janus. No van tornar a tancar fins al 29 aC, després de la mort d'Antoni i Cleòpatra

La Res Gestae Divi Augusti, un relat en primera persona de la vida d'August, afirma:
  El Janus Quirinus, on hem aconseguit victòries a tot el món romà, El senat va decretar que s'havia de tancar en tres ocasions mentre jo era princeps..
De Cassius Dio 51.20 i 53.27 podem datar els dos primers tancaments al 29 i 25 aC respectivament. La data exacta del tercer tancament continua sent una qüestió de debat escolar. Va ser Orosius, qui associa l'esdeveniment amb el naixement de Crist, c. 1 aC No obstant això, els erudits moderns rebutgen gairebé universalment Orosius perquè els exèrcits romans van estar fent campanya a Alemanya i / o a l'Extrem Orient cap a altres llocs cap al 2 aC. Inez Scott Ryberg i Gaius Stern daten el tercer tancament al 13 aC basat en el retorn conjunt d'August i Agrippa a Roma després de pacificar les províncies. Sir Ronald Syme va datar el tancament al 7 aC, per coincidir amb el triomf de Tiberí i la seva segona consulsió, els esdeveniments d'aquell any es perden en els manuscrits supervivents de Déu de Cassius. Mario Torelli va seguir la data d'Orosius.
Els emperadors posteriors també van tancar les portes de Janus a una gran fanfàrria. Els tancaments més famosos es van produir a Negre i Vespasià. Negre a les grans sèries inverses de monedes amb l'Ara Pacis (i el mateix Janus amb portes tancades) Altres emperadors certament van tancar i van tornar a obrir les portes del Janus, però les referències d'historiadors menys detallats són bastant rares.
El poeta romà Virgili va incloure a l'Eneida l'obertura de les portes del Janus per iniciar la guerra entre els troians i els llatins.